# Saint-Martin-Lalande
Saint-Martin-Lalande é uma comuna francesa na região administrativa de Occitânia, no departamento de Aude. Estende-se por uma área de 12,65 km². Em 2010 a comuna tinha 1 145 habitantes (densidade: 90,5 hab./km²).